# Hella von Sinnen

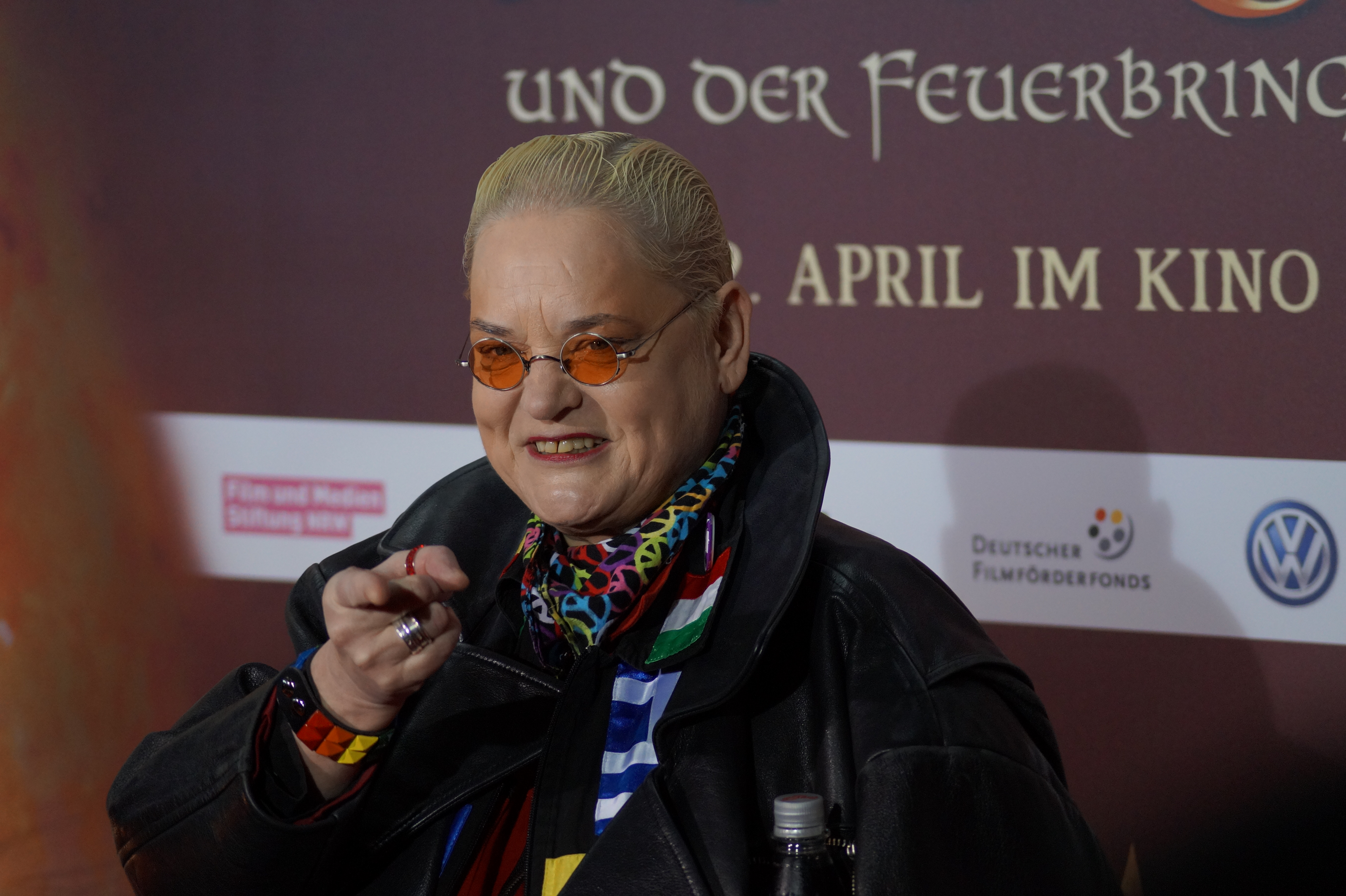
Hella von Sinnen (2015)

Hella von Sinnen (* 2. Februar 1959 in Gummersbach als Hella Kemper) ist eine deutsche Fernsehmoderatorin, Synchronsprecherin, Schauspielerin, Komikerin sowie Sprecherin von Hörspielen und Hörbüchern.

## Karriere

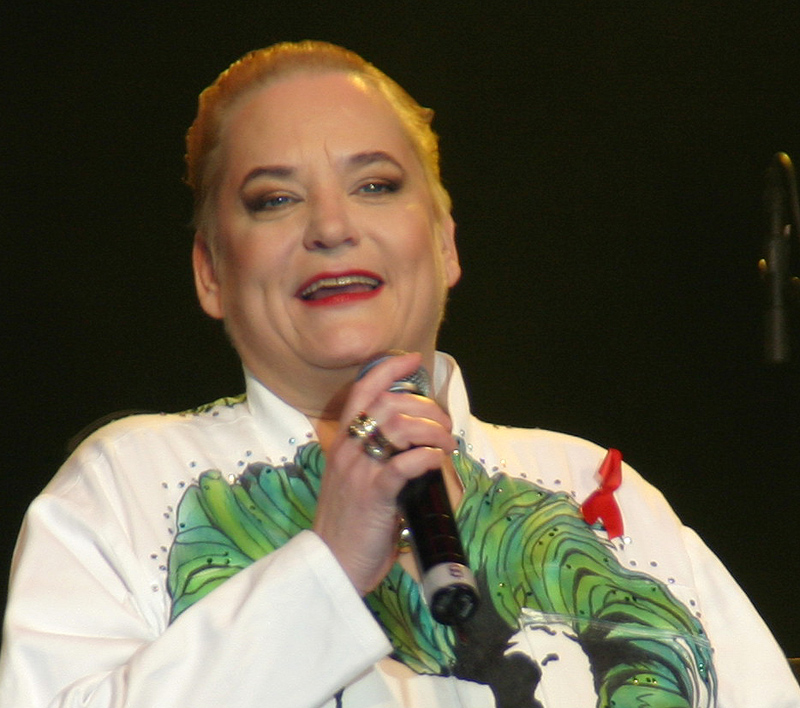
Hella von Sinnen (2006)

Sie wurde 1959 als Hella Kemper in Gummersbach geboren. 1977 machte sie gemeinsam mit Jürgen Domian Abitur; die beiden sind noch heute befreundet. Im Anschluss studierte sie in Köln Theater-, Film- und Fernsehwissenschaften, Germanistik und Pädagogik, schloss das Studium aber nicht ab. 1980 gründete sie mit Dada Stievermann und Dirk Bach die Kabarettgruppe „Stinkmäuse“. Als ihr Entdecker gilt der Film- und Theaterregisseur Walter Bockmayer, in dessen Theater in der Filmdose sie Ensemblemitglied war. 1986 spielte sie die Krankenschwester Rita in Rosa von Praunheims Film Ein Virus kennt keine Moral, dem ersten deutschen Film über AIDS.
Bekannt wurde sie 1988 durch die RTLplus-Show Alles Nichts Oder?!, die sie zusammen mit Hugo Egon Balder moderierte. Dabei stach sie bei jeder Aufzeichnung mit einem neuen und extravaganten Kostüm hervor, was ebenso zu ihrem damaligen Markenzeichen wurde wie ihre pausenfüllende Lautmalerei „Tschacka-Tschacka“. Die Kostüme wurden von Kölner Kunststudenten entworfen und geschneidert. Erfolgreich war auch ihr Bühnenprogramm Ich bremse auch für Männer, mit dem sie zwei Jahre über Deutschlands Kleinkunstbühnen tourte. 1994 sprach sie den Part der Hyäne Shenzi in der deutschen Fassung des erfolgreichen Zeichentrickfilms Der König der Löwen, im Original von Whoopi Goldberg gesprochen. Zusammen mit Dirk Bach, mit dem sie in einer WG gelebt hatte und eng befreundet war, synchronisierte sie einige Figuren in Little Britain. In der ersten Sendung Die 10-Millionen-SKL-Show am 22. April 2001 verhalf sie dem Kandidaten Manfred Schulz zu 10 Millionen DM, der höchsten Summe, die je in einer deutschen Quizshow gewonnen wurde.
Hella von Sinnen war außerdem regelmäßiger Gast in Ralph Morgensterns Sendung Blond am Freitag im ZDF. Von 2003 bis 2010 gehörte sie zusammen mit Bernhard Hoëcker zum ständigen Rateteam der Sendung Genial daneben – Die Comedy Arena von und mit Hugo Egon Balder auf Sat.1. 2005 erhielten sie und andere für diese Sendung die Goldene Romy für die beste Programmidee. Obwohl sie und Balder sich in der Sendung siezten und einander gelegentlich beleidigten, sind die beiden gut befreundet. Von 2011 bis 2012 moderierte sie auf RTL 2 die Clipshow Klick-Stars. Zudem gehört von Sinnen im Jahr 2012 zum festen Rateteam der RTL-2-Show Stadt, Land … – Promi Spezial. Im Jahr 2015 war sie Stammgast bei Hugo Egon Balders neuer TV-Show Der Klügere kippt nach auf Tele 5. Das Comeback zu RTL gab es 2016 mit der TV-Show Die Kirmeskönige, welche von Sinnen mit Balder moderierte. Mit ihrer eigenen Firma Komikzentrum entwickelt Hella von Sinnen Ideen für das Fernsehen.
Im Februar 2017 stand von Sinnen auf der Theaterbühne und spielte in Flaschko mit. Seit März 2017 gehört von Sinnen wieder zum Rateteam der Neuauflage von Genial daneben – Die Comedy Arena auf Sat.1. Seit April 2017 moderiert sie auf dem kostenpflichtigen Online-Portal Massengeschmack-TV den ComicTalk.
Am 2. Dezember 2017 hatte sie einen Auftritt bei Friendly Fire 3.
Am 15. September 2022 wurde Hella von Sinnen in der Rubrik Sagen Sie jetzt nichts – Interview ohne Worte des SZ-Magazins gestisch porträtiert.

## Privatleben und sozialpolitische Aktivitäten
Hella von Sinnen war lange Zeit die Lebensgefährtin von Cornelia Scheel, der Tochter Mildred Scheels und Adoptivtochter des ehemaligen Bundespräsidenten Walter Scheel. Die beiden nahmen 1992 gemeinsam an der „Aktion Standesamt“ des Lesben- und Schwulenverbands in Deutschland (LSVD) teil, dem sie auch als Mitglieder angehören. Aus diesem Engagement entstand das zusammen mit der deutschen Band Rosenstolz produzierte Lied Ja, ich will, in dessen Video von Sinnen und Scheel mitwirkten. Hella von Sinnen ist maßgeblich am Kampf gegen die Diskriminierung von Schwulen und Lesben beteiligt und engagiert sich in vielen Projekten, erklärte aber in einem Interview im März 2017, sie sei nicht politisch engagiert. Sie und Cornelia Scheel gaben im November 2015 ihre Trennung bekannt.
1990 produzierte die Bundeszentrale für gesundheitliche Aufklärung einen Werbespot zum Thema Gib Aids keine Chance. Hella von Sinnen spielte dort eine Kassiererin im Supermarkt und Ingolf Lück einen verschüchterten Kunden, der versucht, unauffällig Kondome zu kaufen. Als der Kunde an der Reihe ist, ruft die Verkäuferin zu ihrer Kollegin mit lauter, durchdringender Stimme durch das Geschäft: „Tina, wat kosten die Kondome?“ Das ursprünglich vorgesehene „Rita, wat kosten die Kondome?“ musste auf Druck des Auftraggebers umsynchronisiert werden, um einen möglichen Bezug zur ehemaligen Gesundheitsministerin und Bundestagspräsidentin Rita Süssmuth zu vermeiden, obgleich sie zu der Zeit bereits nicht mehr im Amt war.
Hella von Sinnen wohnt in Köln.

## Auszeichnungen
persönlich
- 1990: Bambi
- 2006: Deutscher Comedypreis (Beste Komikerin)
- 2007: Brillenträgerin des Jahres
- 2009: Rosa-Courage-Preis[12]
- 2009: Goldene Stadtmedaille der Stadt Gummersbach[13]
- 2009: Kölner Lesben- und Schwulentrophäe[14]
- 2011: Deutscher Comedypreis (Ehrenpreis)
- 2014: Bremer Comedypreis (Ehrenpreis)
- 2018: Karnevalsorden „Goldener Spatz“ der Karnevalsgesellschaft „Die Leinespatzen – Stadtgarde Hannover“[15]
- 2019: Recklinghäuser Hurz, Ehren-Hurz[16]

als Ensemblemitglied von Genial daneben
- 2003: Deutscher Comedypreis (Beste Comedy-Show)
- 2004: Deutscher Fernsehpreis (Beste Unterhaltungssendung)
- 2004: Radio Regenbogen Award (Comedy)
- 2005: Romy (Beste Programmidee)
- 2006: Deutscher Comedypreis (Beste Comedy-Show)

Nominierungen
- 2016: Grimme-Preis in der Kategorie „Unterhaltung/Spezial“ als Ensemblemitglied für Der Klügere kippt nach

## Filmografie
Moderatorin/Teilnehmerin in einer Show
- 1984: MM – Montags-Markt
- 1988–1992: Alles Nichts Oder?!
- 1991–1992: Weiber von Sinnen
- 1994: Wenn die Putzfrau 2 × klingelt
- 1997: Die dicksten Dinger
- 1999: Dritte Halbzeit
- 2000: Star Weekend
- 2001–2002: Das TV-Quartett
- 2001–2004: Die 5-Millionen-SKL-Show
- 2001–2005: Blond am Freitag
- 2002: Kinder von Sinnen
- 2003: Die ultimative Chartshow
- 2003–2011, 2017–2021, seit 2023: Genial daneben – Die Comedy Arena
- 2005: Jetzt geht’s um die Wurst – Das große Promi-Grillen
- 2005–2008: Promi ärgere Dich nicht
- 2006: Die Hella von Sinnen Show
- 2006: Stars zu verschenken
- 2006: Jetzt geht’s um die Eier
- 2006: Jetzt wird eingelocht
- 2011–2012: Klick-Stars
- 2012: Stadt, Land … – Promi Spezial
- 2012: Lachgeschichten (Gast)
- 2014–2015: TV total (unregelmäßige Vertretung für Elton bei Blamieren oder Kassieren)
- 2015: Bauerfeind assistiert... (Gast)
- 2015: Der Klügere kippt nach
- 2015: Bares für Rares (Promi-Spezial)
- 2016: Die Kirmeskönige
- 2016: Promi Shopping Queen (Teilnehmerin)
- 2017: Paul Panzers Comedy Spieleabend (Teilnehmerin)
- 2017: Luke! Die Schule und ich (Teilnehmerin)
- seit 2017: Der Comic Talk (Moderation)
- 2017: Friendly Fire
- 2018–2020: Genial daneben – Das Quiz
- 2020: Senil daneben – Happy Birthday Hugo
- 2020: Genial oder Daneben?
- 2022: Unvergessen: Die Geheimnisse hinter den kultigsten RTL-Momenten

Schauspielerin
- 1983: Kiez
- 1984: Ich sage immer, wenn meine Haare gemacht sind und ich ein Paar schöne Schuhe trage, bin ich vollkommen angezogen
- 1986: Ein Virus kennt keine Moral
- 1996: Kondom des Grauens
- 1997: Lindenstraße (Fernsehserie, Folge 608)
- 1998: Gisbert (Fernsehserie, 6 Folgen)
- 1999: Lukas (Fernsehserie, 2 Folgen)
- 1999–2003: Ritas Welt (Comedyserie, 5 Folgen)
- 2001: Venus und Mars
- 2002: Verrückt nach Paris
- 2002: 666 – Traue keinem, mit dem du schläfst!
- 2002: Nikola (Fernsehserie, Folge 6x09)
- 2004: Hella und Dirk (Comedyserie, gemeinsam mit Dirk Bach)
- 2006: Die ProSieben Märchenstunde
- 2007: Neues vom Wixxer
- 2011: SOKO Köln (Fernsehserie, Folge 7x20)
- 2011: Löwenzahn (Kinderserie, 1 Folge)
- 2012: König des Comics – Ralf König
- 2013: Ein Fall für die Anrheiner (Fernsehserie, Gastauftritt)
- 2013: SOKO Stuttgart (Fernsehserie, Folge 5x01)
- 2016: Moni’s Grill (Fernsehserie, 1 Folge)
- 2017: Ein Schnupfen hätte auch gereicht
- 2020: Rentnercops (Fernsehserie, Folge 4x12)

Mitwirkung in Dokumentarfilmen
- 2012: König des Comics

Synchronsprecherin
- 1994: Der König der Löwen … als Shenzi
- 1995–1999: Abenteuer mit Timon und Pumbaa … als Shenzi
- 2004: Die Kühe sind los! … als Maggie
- 2004: Der König der Löwen 3 – Hakuna Matata … als Shenzi
- 2008: Sunshine Barry und die Discowürmer … als Donna
- 2009: Cosmic Quantum Ray … als Contessa de Wurm
- 2011: Ein Mops kommt selten allein
- 2011: Ein Mops ist kein Gugelhupf
- 2014: Die Abenteuer von Mr. Peabody & Sherman … als Mrs. Grunion

## Diskografie
- 1997: Mein Coming Out
- 1999: Ja, ich will – Rosenstolz mit Hella von Sinnen
- 2004: Die Warteschleife – The Beez feat. Hella von Sinnen

## Werke
- 1994: Ich bin’s, von Sinnen
- 1998: Jenseits der Scham. Protokolle und Kommentare (mit Jürgen Domian)
- 2002: Die Darwin Awards für die skurrilsten Arten, zu Tode zu kommen (Hörbuch)
- 2003: Kleiner Eisbär wohin fährst du? (Hörbuch)
- 2003: Kleiner Eisbär komm bald wieder (Hörbuch)
- 2003: Die Bettelprinzess (Hörbuch)
- 2004: Als ich aufwachte, war ich Bundeskanzler (Hörbuch)
- 2004: Die Prinzessin auf der Erbse (Hörbuch)
- 2005: Die Entdeckung der Faulheit (Hörbuch)
- 2006: Der kleine Eisbär rettet die Rentiere (Hörbuch)
- 2007: Matilda (Hörbuch)
- 2009: Liebe, Lust und Leidenschaft – Die Ducks von Sinnen
- 2010: Hummel hilf! (Hörbuch)
- 2010: Nackt duschen streng verboten (Hörbuch)
- 2010: Kein Alkohol für Fische unter 16 (Hörbuch)
- 2011: Des Wahnsinns fette Beute: Macken und Marotten auf der Spur (mit Cornelia Scheel)

## Hörbücher & Hörspiele (Auswahl)
- 2010: Nackt duschen streng verboten, der Hörverlag, ISBN 978-3-8445-0655-6 (Hörbuch, gemeinsam mit Dirk Bach)
- 2023: Ein alter Schwede zum Verlieben, Lübbe Audio & BookBeat, ISBN 978-3-7540-0315-2 (Hörbuch)
- 2023: Der König der Löwen. Das Original-Hörspiel zum Disney Film, Walt Disney Records & Audible (Der König der Löwen (1994))
- 2023: Die Kühe sind los. Das Original-Hörspiel zum Disney Film, Walt Disney Records & Audible